# Блинов, Максим Леонидович
Максим Леонидович Блинов (род. 24 ноября 1988 года, Ленинград, СССР) — российский актёр и режиссёр театра и кино.

## Биография
Максим Леонидович Блинов родился 24 ноября 1988 года в Ленинграде.
С 2000 по 2005 год студиец Театра Юношеского Творчества (ТЮТ), Санкт-Петербург.
В 2010 году окончил Санкт-Петербургскую государственную академию театрального искусства, курс Г. М. Козлова.
С 2010 по 2017 год — актёр Московского Художественного театра имени А. П. Чехова.
С 2017 года — актёр и режиссёр Санкт-Петербургского театра «Мастерская».

## Театр

### Роли в дипломных спектаклях
- «Идиот. Возвращение» — Ганя Иволгин
- «Два вечера в веселом доме» — Коля Гладышев
- «Сон в летнюю ночь» — Лизандр
- «Старший сын» — Бусыгин

### Московский художественный театр им. А. П. Чехова
Принимал участие в специальных проектах театра:
- «Отель „Сплендит“» Ж. Жене (реж. М. Пакьян, 2010) в рамках проекта «Французский театр. Впервые на русском» — Браво
- «В стране далёкой» Ж.-Л. Лагарса (реж. С. Гурмелон, 2010) в рамках проекта «Французский театр. Впервые на русском» — Любовник
- «Военные туристы» Л. Руохонен (реж. Л. Майла, 2014) в рамках проекта «Финский театр. Впервые на русском» — Джон

Играл в спектаклях:
- «Прокляты и убиты» по роману В. П. Астафьева (реж. В. Рыжаков, 2010)
- «Изображая жертву» братьев Пресняковых (реж. К. Серебренников, 2010) — Валя
- «С любимыми не расставайтесь» А. Володина (реж. В. Рыжаков) — Митя
- «Белая гвардия» М. А. Булгакова (реж. С. Женовач) — Еврей
- «Мастер и Маргарита» М. А. Булгакова (реж. Я. Сас, 2011) — Иуда
- «Белоснежка и семь гномов» Л. Устинова и О. П. Табакова (реж. М. Миронов, 2011) — Принц
- «Преступление и наказание» по мотивам романа Ф. М. Достоевского (реж. Л. Эренбург, 2012) — Разумихин, Миколка
- «Соломенная шляпка из Италии» Э. Лабиша (реж. Т. Буве, 2013) — Гость
- «Вне системы». К 150-летию К. С. Станиславского (реж. К. Серебренников, 2013)
- «Сказка о том, что мы можем, а чего нет» М. Дурненкова по прозе П. Луцика и А. Саморядова (реж. М. Гацалов, 2013) — Дежурный
- «Правда — хорошо, а счастье лучше» А. Н. Островского (реж. А. Огарёв, 2015) — Платон

### Санкт-Петербургский театр «Мастерская»
Принимал участие в проектах театра:

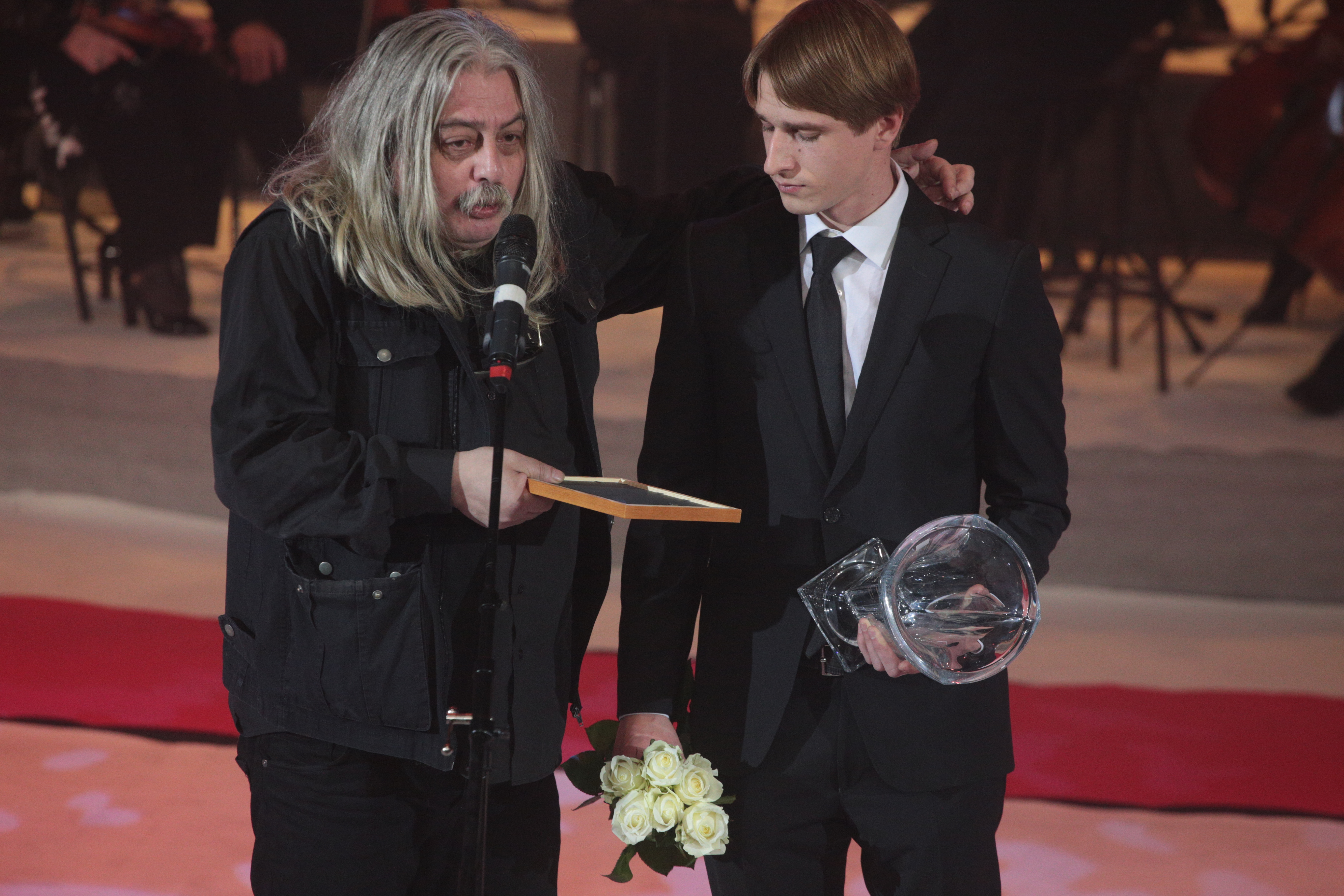
Г. М. Козлов и М. Л. Блинов на вручении премии «Золотой софит», ТЮЗ, 7 ноября 2016 года

- «Посторонним воспрещается» Г. Граяускаса (реж. Т. Монтримас, 2019) в рамках фестиваля «Школа. Студия. Мастерская» — Поэт
- «Тайная жизнь» Т. Малика (реж. Ф. Гуревич, 2022) в рамках фестиваля «Школа. Студия. Мастерская» — Франц Егерштеттер

Сейчас в репертуаре:
- «Старший сын» А. В. Вампилова (режиссёр Г. М. Козлов, 2010) — Бусыгин, Кудимов
- «Идиот. Возвращение» по роману Ф. М. Достоевского (режиссёр Г. М. Козлов, 2010) — Ганя Иволгин
- «Записки юного врача» — моноспектакль[2][3] по циклу рассказов М. А. Булгакова (режиссёр Г. М. Козлов, 2016).
- «Дни Турбиных» М. А. Булгакова (режиссёр Г. М. Козлов, 2019) — Фон Шратт, Галаньба
- «Жирная свинья» Нила ЛаБута (режиссёр М. Л. Блинов, 2019) — Том

### Инсценировки
- 2016 — «Записки юного врача» М. А. Булгакова — Санкт-Петербургский театр «Мастерская»

### Режиссёрские работы
- 2019 — «Жирная свинья» Нила ЛаБута — Санкт-Петербургский театр «Мастерская»

## Кино

### Фильмография
- 2010 — «Взрослая дочь, или тест на … » — Иван
- 2010 — «Пятая группа крови» — Тёма
- 2012 — «Поклонница» — Актер
- 2013 — «Куприн. Яма» — Собашников
- 2013 — «Морские дьяволы. Смерч. Судьбы» «Золотой обоз» — Сергей Кольцов
- 2013 — «Чужой» — Кирилл Моргунов («Капут»)
- 2014 — «Практика» — Костя Телль (артист цирка)
- 2014 — «Сердце ангела» — Антон Демидов
- 2015 — «Сань, тебе Лена звонила» — Саня
- 2016 — «Шакал» — Старший лейтенант милиции
- 2016 — «Ментовская сага» — Олег Покровский
- 2017 — «УГРОза: Трепалов и Кошелёк» — Новобранец
- 2018 — «Актёр» — Макаров
- 2018 — «Один человек умирает миллион раз» — Максим
- 2019 — «Союз спасения» — Илья Бакунин
- 2020 — «Красотка в ударе» — Матвей
- 2020 — «И снова будет день» — Дима
- 2021 — «Чернобыль» — Никита
- 2021 — «Улики из прошлого. Тайна картины Коровина» — Макс
- 2021 — «Земное притяжение» — Макс
- 2022 — «Серебряный волк» — Алексей Леонтьев
- 2022 — «Союз Спасения. Время гнева» — Илья Бакунин
- 2022 — «Лаборантка» — Артём
- 2022 — «Любовь Советского Союза»
- 2023 — «Убить Риту» — Роман
- 2023 — «Цербер» — Павел Иванович Пестель

## Награды
- 2009 — «За подробность процесса» на международном конкурсе «Режиссер и проза» за исполнение отрывка «Расстрел» из повести В. Л. Кондратьева «Сашка».
- 2011 — Премия Олега Табакова за спектакль «Прокляты и убиты», МХТ имени А. П. Чехова[4].
- 2015 — «За лучшую мужскую роль» на кинофестивале «Осеньфест» за исполнение главной роли в короткометражном фильме «Сань, тебе Лена звонила»[5].
- 2016 — Молодёжная премия Правительства Санкт-Петербурга «За достижения в области сценического творчества» за инсценировку и исполнение моноспектакля «Записки юного врача»[6].
- 2016 — Специальный приз экспертного совета Высшей театральной премии Санкт-Петербурга «Золотой софит» за моноспектакль «Записки юного врача»[7].
- 2016 — Номинант премии «Золотая маска» за «Лучшую мужскую роль» — «Записки юного врача», театр «Мастерская», Санкт-Петербург[8].
- 2017 — Гран-при XI Международного фестиваля моноспектаклей «Монокль» за спектакль «Записки юного врача», Санкт-Петербургский театр «Мастерская»[9].
- 2017 — Лауреат премии «Прорыв» в номинации «Лучший актер» за исполнение спектакля «Записки юного врача», Санкт-Петербургский театр «Мастерская»[10].
- 2017 — Лауреат XXII Международной премии Станиславского в номинации «Перспектива» за моноспектакль «Записки юного врача», Санкт-Петербургский театр «Мастерская»[11].